# Bertil Boo
John Bertil Boo, född 16 januari 1914 i Bohult, Askersund, död 20 juli 1996 i Duvbo, Sundbyberg, var en svensk sångare (baryton).

## Biografi
Boo växte upp som yngst av 15 syskon. Fadern, som hade varit indelt soldat, dog när Bertil var elva år. Bertil Boos sångdebut på scen var på ett fackföreningsmöte när han var tolv år. Han slog igenom i maj 1946 när han sjöng "Violer till mor" (svensk text av Roland Levin) i radioprogrammet Frukostklubben.
Bertil Boos första skivkontrakt omfattade sexton titlar, vilket innebar åtta skivor. Efter succén i Frukostklubben lanserades han som "Den sjungande bonden", och skivbolaget Sonora sålde 250 000 exemplar av "Violer till mor" på bara några månader. Boos versioner av Albert Harris "Sången om Warszawa" (inspelad 29 januari 1946) och "Hjärtats saga" (inspelad 13 februari 1949) blev också framgångar. På senare år uppträdde han ofta tillsammans med Harry Brandelius och Thory Bernhards i kyrkor och på pensionärsträffar.[källa behövs]
Boo medverkade i nio Åsa-Nisse-filmer, där han i princip spelade sig själv – "den sjungande bonden". Biografin Bertil Boo – ett liv i sång av Ingmar Norlén utkom 2006.

## Filmografi
- 1949 – Bertil Boo
- 1949 – Åsa-Nisse
- 1950 – Åsa-Nisse på jaktstigen
- 1952 – Åsa-Nisse på nya äventyr
- 1953 – Åsa-Nisse på semester
- 1954 – Åsa-Nisse på hal is
- 1955 – Åsa-Nisse ordnar allt

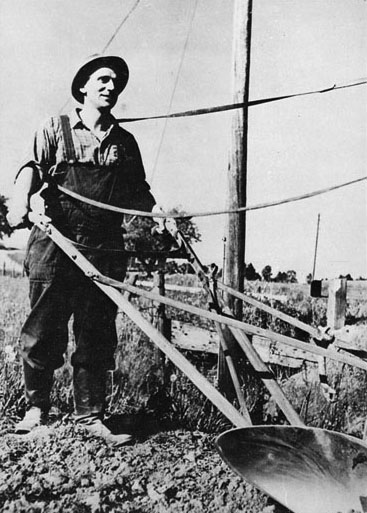
Som den sjungande bonden i filmen Åsa-Nisse på jaktstigen 1950.

- 1956 – Åsa-Nisse flyger i luften
- 1958 – Åsa-Nisse i kronans kläder
- 1959 – Åsa-Nisse jubilerar
- 1966 – Dessa fantastiska smålänningar med sina finurliga maskiner